# E853
La ruta europea E853 és una carretera que forma part de la Xarxa de carreteres europees. Comença a Ioannina (Grècia) i finalitza a la frontera albanesa. Té una longitud de 60 km. Té una orientació d'est a oest.